# Santa Maria di Doblazio
Santa Maria di Doblazio è un sito archeologico preistorico nel comune di Pont Canavese, in Italia che insiste in un'area presso l'omonimo santuario.

## Ritrovamenti
Verso la metà degli anni ottanta del XX secolo, uno sbancamento effettuato per opere edilizie portò alla luce una serie di frammenti ceramici che permisero di identificare un sito preistorico. I ritrovamenti ceramici mostrano decorazioni - come escissioni a meandro e a spirale sulle pareti, motivi a zig zag sui bordi con grandi anse a nastro, prese a lingua - appartenenti alla fase media dell'orizzonte culturale del vaso a bocca quadra padano. La presenza di un dente, probabilmente umano, fa pensare a inumazioni collegate con i ripari utilizzati per le capanne. Un ulteriore scavo compiuto nelle vicinanze ha messo in luce una capanna dell'età del ferro, nella quale è stata rinvenuta una pintadera fittile con motivi a zig zag.